# Orn Chanpolin
Orn Chanpolin (ur. 15 marca 1998 w Phnom Penh) – kambodżański piłkarz, grający na pozycji środkowego pomocnika. Zawodnik i kapitan Phnom Penh Crown FC. Reprezentant Kambodży.

## Sukcesy

### Phnom Penh Crown FC
- Mistrz Kambodży: 2022
- Superpuchar Kambodży: 2022
- Superpuchar Kambodży: 2024
- Puchar ligi Cambodia League: 2023[3]